# Новий Клінч
Новий Клінч (пол. Nowy Klincz) — село в Польщі, у гміні Косьцежина Косьцерського повіту Поморського воєводства.
Населення — 779 осіб (2011).
У 1975-1998 роках село належало до Гданського воєводства.

## Демографія
Демографічна структура станом на 31 березня 2011 року:
|          | Загалом | Допрацездатний вік | Працездатний вік | Постпрацездатний вік |
| -------- | ------- | ------------------ | ---------------- | -------------------- |
| Чоловіки | 395     | 98                 | 267              | 30                   |
| Жінки    | 384     | 103                | 235              | 46                   |
| Разом    | 779     | 201                | 502              | 76                   |